# Nina Lobova
Pour les articles homonymes, voir Lobova.
Nina Romanivna Getsko (en ukrainien : Ніна Романівна Гецко), née Nina Lobova (en russe : Ніна Лобова) le 20 juillet 1957 à Zestafoni (aujourd'hui en Géorgie), est une ancienne joueuse soviétique puis ukrainienne de handball.
Avec l'URSS, elle a notamment concouru aux Jeux olympiques de 1976, compétition où elle remporte la médaille d'or en ayant joué les cinq matchs. Puis, sous le nom Nina Getsko, elle devient championne du monde en 1982.

## Distinction
- Maître des sports de l'URSS, classe internationale